# 코스타리카의 재외공관 목록

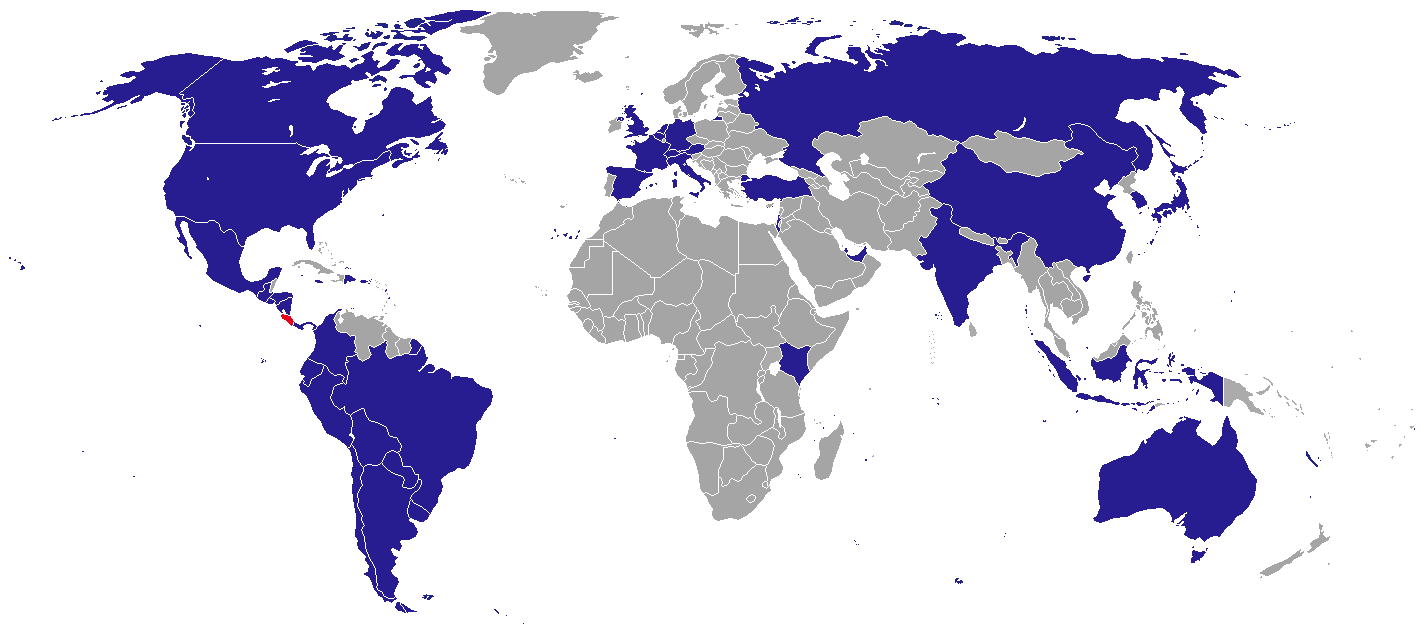
코스타리카의 재외공관

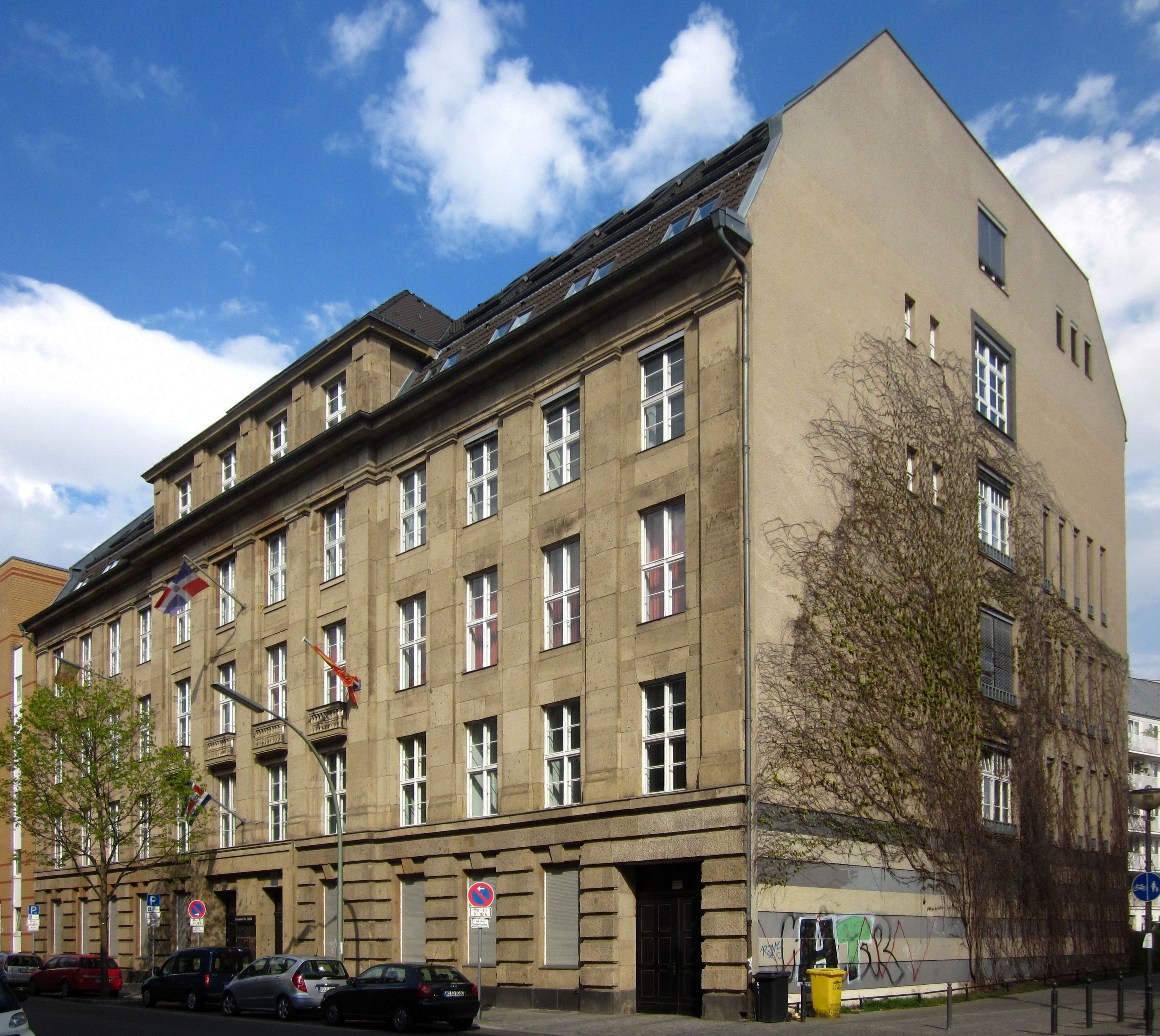
베를린 주재 코스타리카 대사관

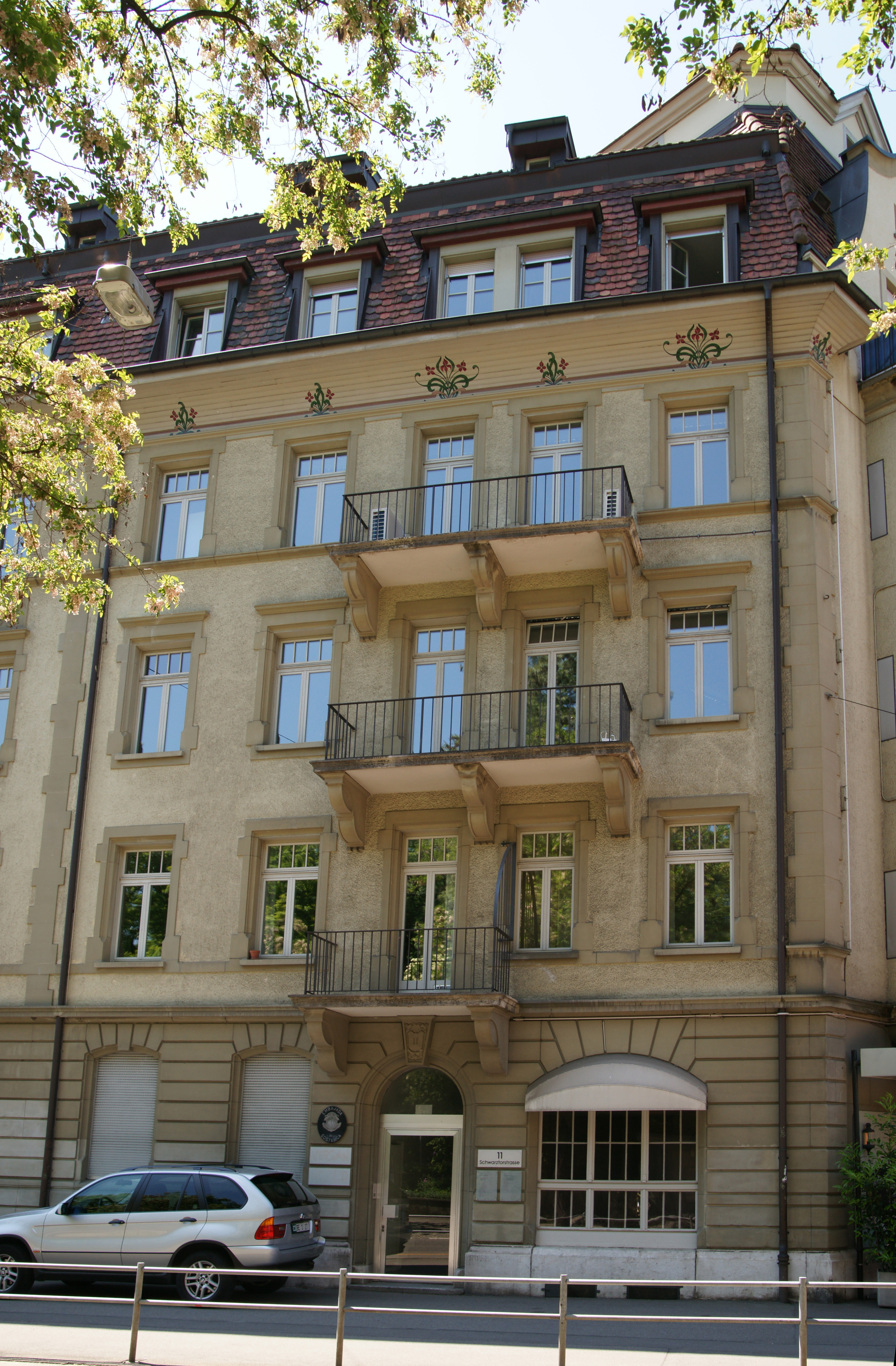
베른 주재 코스타리카 대사관

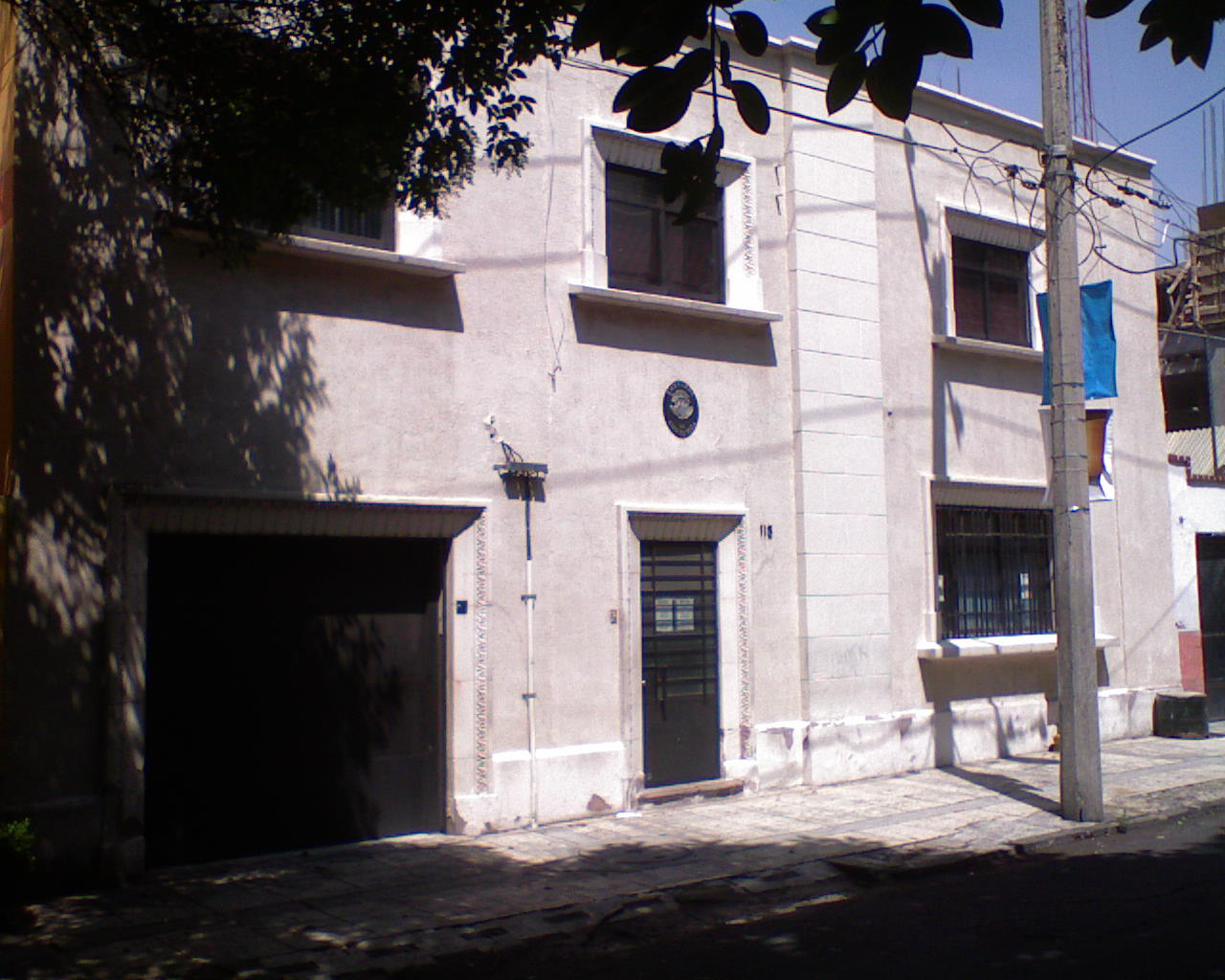
멕시코시티 주재 코스타리카 대사관

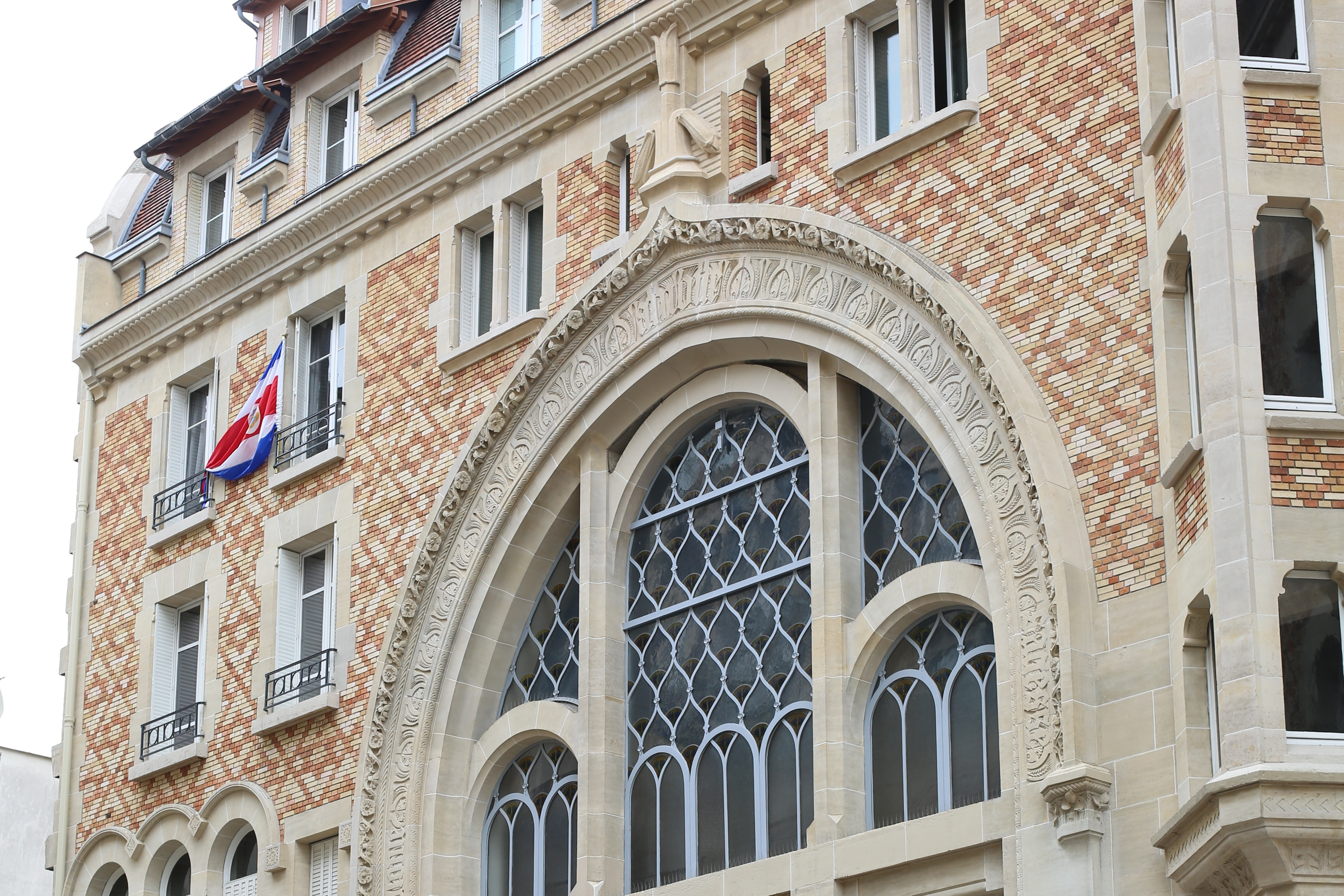
파리 주재 코스타리카 대사관

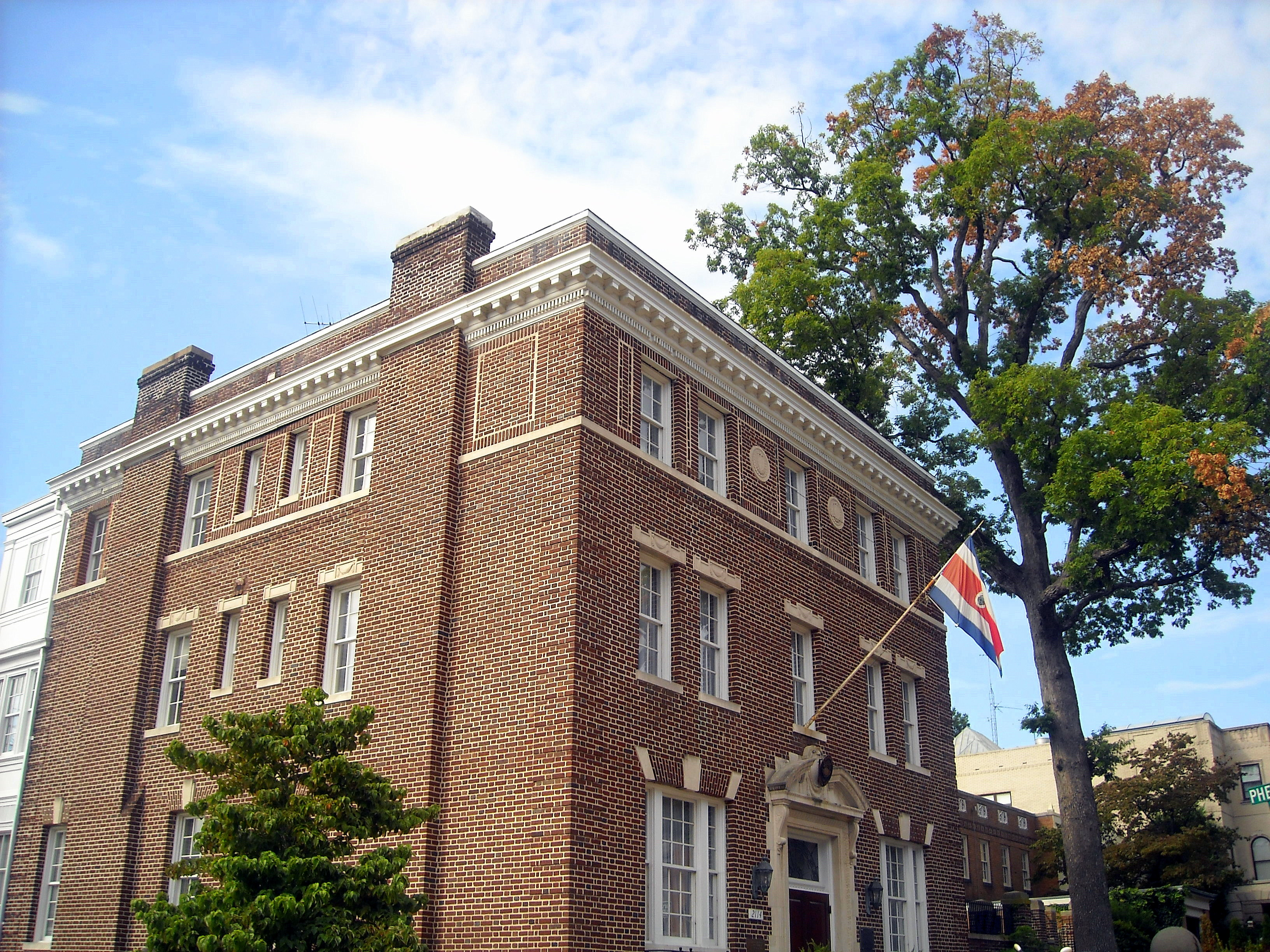
워싱턴 D.C. 주재 코스타리카 대사관

코스타리카의 재외공관 목록은 코스타리카 주재 대사관을 각국에 상주시켜 놓는 것을 의미하며 코스타리카의 재외공관을 나열한 목록이다.

## 아메리카
- 아르헨티나 : 부에노스아이레스 (대사관)
- 벨리즈 : 벨모판 (대사관)
- 볼리비아 : 라파스 (대사관)
- 브라질 : 브라질리아 (대사관)
- 캐나다 : 오타와 (대사관), 토론토 (총영사관)
- 칠레 : 산티아고 (대사관)
- 콜롬비아 : 보고타 (대사관)
- 쿠바 : 아바나 (대사관)
- 도미니카 공화국 : 산토도밍고 (대사관)
- 에콰도르 : 키토 (대사관)
- 엘살바도르 : 산살바도르 (대사관)
- 과테말라 : 과테말라 시 (대사관)
- 온두라스 : 테구시갈파 (대사관)
- 자메이카 : 킹스턴 (대사관)
- 멕시코 : 멕시코시티 (대사관), 과달라하라 (영사관)
- 니카라과 : 마나과 (대사관), 치난데가 (영사관)
- 파나마 : 파나마시티 (대사관), 다비드 (영사관)
- 파라과이 : 아순시온 (대사관)
- 페루 : 리마 (대사관)
- 트리니다드 토바고 : 포트오브스페인 (대사관)
- 미국 : 워싱턴 D.C. (대사관), 애틀랜타 (총영사관), 시카고 (총영사관), 휴스턴 (총영사관), 로스앤젤레스 (총영사관), 마이애미 (총영사관), 뉴욕 (총영사관), 산후안 (총영사관)
- 우루과이 : 몬테비데오 (대사관)
- 베네수엘라 : 카라카스 (대사관)

## 아시아
- 중화인민공화국 : 베이징시 (대사관)
- 인도 : 뉴델리 (대사관)
- 이스라엘 : 텔아비브 (대사관)
- 일본 : 도쿄도 (대사관)
- 대한민국 : 서울특별시 (대사관)
- 카타르 : 도하 (대사관)
- 싱가포르 : 싱가포르 (대사관)
- 튀르키예 : 앙카라 (대사관)

## 유럽
- 오스트리아 : 빈 (대사관)
- 벨기에 : 브뤼셀 (대사관)
- 체코 : 프라하 (대사관)
- 프랑스 : 파리 (대사관)
- 독일 : 베를린 (대사관)
- 바티칸 시국 : 바티칸 시국 (대사관)
- 이탈리아 : 로마 (대사관)
- 네덜란드 : 헤이그 (대사관)
- 러시아 : 모스크바 (대사관)
- 스페인 : 마드리드 (대사관)
- 스위스 : 베른 (총영사관)
- 영국 : 런던 (대사관)

## 오세아니아
- 오스트레일리아 : 시드니 (총영사관)

## 대표부
- UN 코스타리카 정부 대표부 : 뉴욕, 제네바
- 미주 기구 코스타리카 정부 대표부 : 워싱턴 D.C.